# Фенолформальдегидная смола

Молекулярная структура бакелита

Фенолформальдегидные смолы (феноло-формальдегидные, Ph, от англ. Phenol formaldehyde resin) — синтетические смолы из группы феноло-альдегидных смол со свойствами реактопластов или термореактопластов. Являются жидкими или твёрдыми олигомерными продуктами поликонденсации фенола с формальдегидом в кислой (новолачные) или щелочной (резольные смолы (бакелиты)) среде, что соответственно влияет на их свойства. Химическая формула: {\displaystyle {\ce {(-Ph(OH)-CH2-)_n}}},
Фенопласты — пластмассы, получаемые при отверждении при повышенных температурах фенолформальдегидных смол в комбинации с наполнителями. В зависимости от типа смолы фенопласты делятся на новолачные и резольные.

## Свойства
- механическая устойчивость, прочность
- коррозионная устойчивость
- высокие электроизоляционные свойства
- отличная растворимость в алифатических и ароматических углеводородах, хлорсодержащих растворителях и кетонах. Растворимы в водных растворах щелочей и полярных растворителях, после отверждения превращаются в густосшитые полимеры аморфной микрогетерогенной структуры.

## Применение

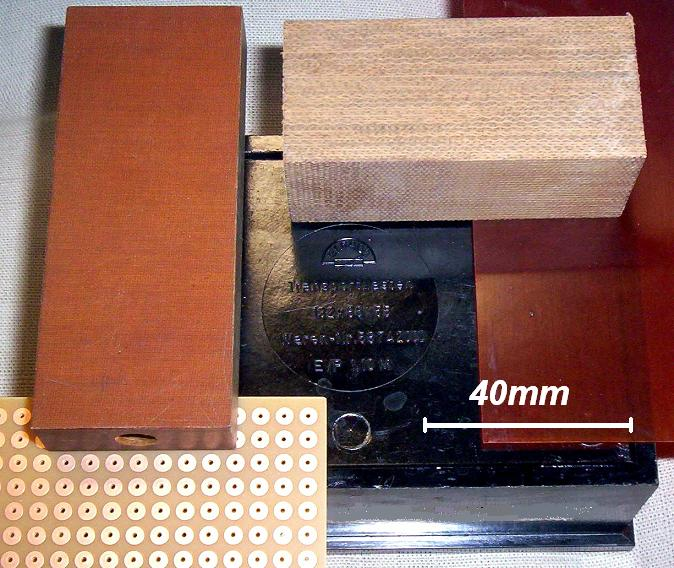
Детали, изготовленные с применением фенолформальдегидных полимеров

Применяются для получения пластических масс (отвержденные смолы называют резитами, отвержденные в присутствии нефтяных сульфокислот — карболитами, молочной кислоты — неолейкоритами), синтетических клеев, лаков, герметиков, выключателей, тормозных накладок, подшипников, также широко используется в изготовлении шаров для бильярда. Из карболита изготавливались корпуса советских мультиметров различных моделей.
Используются для получения в качестве связующего компонента в производстве наполненных пресс-композиций с различными наполнителями (целлюлоза, стекловолокно, древесная мука), древесно-волокнистых и древесно-стружечных плит, пропиточных и заливочных композиций (для фанеры, тканых и наполненных волокном материалов).
Особое значение феноло-формальдегидные смолы имеют для производства слоистых и прессованных изделий с древесным наполнителем из-за высокого сцепления фенольных колец в составе полимера с лигнином древесины.
По целому ряду свойств пластмассы на основе фенолоформальдегидных смол остаются непревзойдённым материалом. С их применением изготавливают:
- Детали для широкой гаммы продукции машиностроения, ступени для эскалаторов в метро, ручки для инструментов и т. д.
- Абразивные инструменты, тормозные колодки для вагонов метрополитена.
- Электротехнические изделия — вилки, розетки, выключатели, электросчетчики, электроутюги, корпуса электродвигателей, реле и магнитные пускатели, клеммные коробки и т. д.
- Корпусы различных аппаратов — телефонов, радиоприемников, фотоаппаратов; детали элементов электронной аппаратуры — радиоламп, электронно-лучевых трубок, конденсаторов и т. д.
- Детали оружия и военной техники.
- Элементы кухонных принадлежностей: ручки для ножей, сковородок, кастрюль и чайников, газовых плит.
- Фанеру и древесно-стружечные плиты (связующий материал). Детали мебели, и мебельную фурнитуру.
- Гетинакс — материал для изготовления печатных плат.
- Текстолит — материал для изготовления печатных плат и конструкционный материал.
- Шашки, шахматы, домино и прочие недорогие элементы настольных игр.
- Сувениры, канцтовары, бижутерию, часы.
- Клеи и лаки, — например, клей БФ.
- Абляционная защита спускаемых космических аппаратов[4].

.

## Экологические аспекты
В производстве применяются токсичные материалы. И фенол, и формальдегид ядовиты и огнеопасны. Формальдегид обладает канцерогенным, а также угнетающим воздействием на нервную систему. 
Фенолформальдегидные смолы могут оказывать вредное воздействие на кожу, они могут вызывать дерматиты и экземы. Неотверждённая фенолформальдегидная смола может содержать до 11 % свободного фенола.
При отвержении фенолформальдегидных смол в пластмассе (фенопласты) происходит сшивка олигомерных фрагментов смолы с участием содержащегося в ней свободного фенола, при этом содержание фенола, инкорпорированного в фенопласте, снижается до следовых количеств; санитарными нормативами РФ регламентируются допустимые количества миграции фенола и формальдегида для изделий из фенопластов; в частности, для изделий, контактирующих с пищевыми продуктами для фенола — 0,05 мг/л, для формальдегида — 0,1 мг/л.
Большой проблемой является сложность утилизации или повторного использования изделий из фенолформальдегида.